# Medenine
Medenine er en by i det sydlige Tunesien med et indbyggertal (pr. 2004) på cirka 62.000. Byen er hovedstad i et guvernement af samme navn og var under 2. verdenskrig scene for et stort slag under ørkenkrigen. Dele af Star Wars-filmene er optaget i byen.